# Winkeltijdenwet
De Winkeltijdenwet is een Nederlandse wet, die bepaalt wanneer en hoelang winkels open mogen zijn.
Deze wet bepaalt dat winkels alleen tussen 6 uur 's ochtends en 10 uur 's avonds open mogen zijn en niet op zon- en christelijke feestdagen. De gemeenteraad kan bij verordening vrijstelling verlenen van het verbod open te zijn op zon- en christelijke feestdagen.
In de meeste gemeenten zijn de winkels minimaal eenmaal per maand op zondag open (de zogeheten koopzondag). In een toenemend aantal gemeenten mogen alle winkels elke zondag open zijn. Dat is bijvoorbeeld het geval in alle grote steden, de G10 (Amsterdam, Den Haag, Rotterdam, Utrecht, Eindhoven, Arnhem, Tilburg, Groningen, Almere, Breda en Nijmegen.) Ook in steeds meer middelgrote en kleinere gemeentes is er een openstellingsmogelijkheid op elke zondag.
De Winkeltijdenwet werd in 1996 aangenomen en verving toen de Winkelsluitingswet 1976. Tot in 2013 waren er beperkingen aan de mogelijkheid voor de gemeenteraad om vrijstelling te verlenen van het verbod open te zijn op zon- en christelijke feestdagen. Dit veranderde met het Voorstel van wet van de leden Verhoeven en Van Tongeren tot wijziging van de Winkeltijdenwet in verband met het verruimen van de bevoegdheid van gemeenten om vrijstelling te verlenen van de verboden met betrekking tot de zondag en een aantal feestdagen, resulterend in de Wet van 11 juni 2013 tot wijziging van de Winkeltijdenwet in verband met het verruimen van de bevoegdheid van gemeenten om vrijstelling te verlenen van de verboden met betrekking tot de zondag en een aantal feestdagen.

## Totstandkoming
Het onderstaande is mede bedoeld als voorbeeld van de totstandkoming van een Nederlandse wet.
De eerste schreden naar een landelijk winkeltijdenbeleid worden ruim een eeuw geleden gezet. Na aanvankelijke beperking, wordt in 1996 een duidelijke koerswijziging ingezet.
1904: De regering vraagt de Staatscommissie voor de Middenstand om advies over de wenselijkheid van een wettelijke regeling voor winkelsluiting in Nederland. Voordat die wet uiteindelijk tot stand komt (in 1930) neemt een aantal gemeenten het heft alvast in hand door zelf een winkelsluitingsverordening vast te stellen.
1930: De eerste wettelijke regeling voor winkelsluiting in Nederland ontstaat. Deze wet staat openstelling toe op werkdagen van 05.00 tot 20.00 uur en op zaterdag tot 22.00 uur. Winkels zijn op zondag gesloten, al wordt die verplichte zondagssluiting in 1934 alweer gedeeltelijk tenietgedaan: de mogelijkheid tot zondagsopening ontstaat.
1951: De winkelopening wordt beperkt. Vastgesteld wordt dat winkels open mogen zijn van 05.00 tot 18.00 uur op maandag tot en met zaterdag. Er komt opnieuw een verplichte sluiting op zondag.
1976: De Winkelsluitingswet wordt aangenomen. Winkels mogen alleen open zijn binnen de volgende uren: maandag t/m vrijdag van 5.00 tot 18.00 uur, zaterdag van 5.00 tot 17.00 uur, en op een door de gemeente vastgestelde dag van de week (donderdag of vrijdag) van 18.00 tot 21.00 uur (koopavond). Binnen deze uren mag een winkel 52 uur per week open zijn. (Bijvoorbeeld: als de winkel open gaat om 9.00 uur dan zou maandag t/m vrijdag 9.00 tot 18.00, zaterdag 9.00 tot 17.00 uur en de koopavond 56 uur zijn, dus 4 uur hiervan zou de winkel gesloten moeten zijn. Dit wordt bijvoorbeeld opgelost door maandag pas om 13.00 uur open te gaan, of door een sluiting tussen de middag.) Deze uren moeten op een gestandaardiseerd, door de gemeente gewaarmerkt overzicht staan dat van buiten leesbaar is. Dit vergemakkelijkt de controle, en is ook handig voor de klant. Voor onder meer benzinestations wordt een uitzondering gemaakt.
1984: De koopzondag wordt geïntroduceerd. Op maximaal vier zondagen per jaar mogen de winkels open.
1993: De winkeltijden doordeweeks worden opgerekt van 18.00 tot 18.30 uur. Het maximumaantal koopzondagen wordt uitgebreid van vier naar acht.
1996: Het kabinet concludeert dat de Winkelsluitingswet niet past bij de tijdgeest en vereenvoudigd moet worden. "Centraal wat moet, decentraal wat kan", luidt het motto in de nieuwe Winkeltijdenwet. Gemeenten krijgen meer autonomie om zelf te bepalen wanneer winkels open mogen. Ook wordt het maximum van 55 openingsuren per week losgelaten. Winkels mogen doordeweeks open van 06.30 tot 22.00 uur. Het maximumaantal koopzondagen gaat naar twaalf.

### Initiatief
Het voorstel voor de Winkeltijdenwet komt voort uit afspraken die bij de formatie van het eerste 'paarse' kabinet, dat augustus 1994 aantreedt, worden gemaakt.
In het Regeerakkoord van het eerste kabinet Kok wordt afgesproken meer aan marktwerking, deregulering en wetgevingskwaliteit te doen. Er zijn te veel regels, er moet meer overgelaten worden aan het krachtenspel van vraag en aanbod op de economische markt en er moeten betere wetten gemaakt worden. Een interdepartementale werkgroep, bestaande uit ambtenaren van de bij het onderwerp betrokken ministeries, onderzoekt op welke wijze de Winkelsluitingswet kan worden verruimd. De werkgroep adviseert de Ministeriële Commissie Marktwerking om de winkeltijden een zaak van vrije keuze en marktwerking te maken. Een dergelijke liberalisering, het meer overlaten aan betrokken partijen, past volgens de werkgroep bij de sociaal-economische en sociaal-culturele veranderingen in de samenleving. Er is meer behoefte ontstaan aan differentiatie en flexibiliteit in winkelopeningstijden. Bepaalde soorten winkels, zoals levensmiddelenzaken, kunnen andere openingstijden aanhouden dan andere winkelbedrijven en de openingsuren hoeven ook niet in het gehele land op alle dagen hetzelfde te zijn. Bovendien zijn er positieve economische effecten te verwachten volgens de werkgroep.
Op 19 december 1994 schrijft de minister van Economische Zaken een brief aan de Tweede Kamer. In de brief kondigt de minister aan dat hij een wetsvoorstel over de winkelsluitingstijden wil indienen. Hij heeft over dit voornemen advies gevraagd aan de Sociaal-Economische Raad (SER), de Vereniging van Nederlandse Gemeenten (VNG) en de Emancipatieraad.

### Ontwerp
Op 28 juni 1995 komt een aantal officiële documenten rond de Winkelsluitingswet bij de Tweede Kamer aan, met dossiernummer 24226. In de koninklijke boodschap (ondernummer 1, dus Kamerstuk 24226-1) beveelt de Koningin het wetsontwerp in de aandacht van de Tweede Kamer aan. Vanzelfsprekend is het voorstel van wet bij de stukken (nr. 2), met de titel Vaststelling van ruimere regels met betrekking tot de openingstijden van winkels (Winkeltijdenwet), waarbij Winkeltijdenwet de citeertitel is, wat in het laatste artikel bevestigd wordt. In de zogeheten considerans, de inleidende paragraaf van de wet, geeft de minister de beweegreden aan waarom hij het betreffende voorstel indient. Voorgeschreven is dat bij indiening van een wetsontwerp de minister een memorie van toelichting (nr. 3) schrijft en dat de Raad van State advies uitbrengt, waarop de minister in hetzelfde document (nr. B) met een 'nader rapport' reageert. Naar aanleiding van het advies zijn het wetsvoorstel en de memorie van toelichting gewijzigd, nr. 2 en 3 zijn de nieuwe versies, hoe de oude versies waren volgt uit nr. A, dat in detail de verschillen aangeeft. In de memorie van toelichting geeft de minister een overzicht van de geschiedenis van de Winkelsluitingswet. De laatste wijziging dateert van 1976, waarin de tijd dat een winkel open mag zijn tot maximaal 52 uur wordt beperkt. Voor het laatst in 1951 zijn de toegestane openingstijden omschreven: van 5 uur 's ochtends tot 6 uur 's avonds op maandag tot en met zaterdag en een verplichting tot sluiting op zondag. In de memorie wordt uitvoerig ingegaan op de gevolgen van mogelijke wijzigingen voor de diverse soorten winkels, detailhandel enzovoorts en wordt ook een overzicht van de regeling in andere lidstaten van de Europese Unie gegeven.
Het wetsvoorstel komt in het kort op het volgende neer:
- aan het aantal openingsuren is geen maximum verbonden
- de winkels mogen vanaf 6.00 uur tot maximaal 22.00 open zijn (maandag tot en met zaterdag)
- op zondag zijn de winkels in beginsel gesloten, maar gemeenten mogen jaarlijks zon- en feestdagen aanwijzen waarop de winkels geopend mogen zijn.

### Advies van de Raad van State
Het Advies van de Raad van State bevat op tien punten opmerkingen en voorstellen tot wijziging van het wetsvoorstel en de memorie van toelichting. Zo vindt de Raad van State dat aan de elementen van omzetverlies en werkdruk in de toelichting uitvoeriger aandacht moet worden gegeven.
De Raad is van mening dat het kabinet vooral het oordeel van de ondernemers over het wetsvoorstel en het standpunt van de SER moet laten meewegen. Ten aanzien van de zondagopenstelling wijst de Raad het kabinet erop dat de bij wet gegarandeerde zondagsrust waarschijnlijk niet gehandhaafd kan worden. Bij het publiek constateert de Raad een grote behoefte aan zondagsopenstelling en tussen gemeenten zal waarschijnlijk concurrentie ontstaan ten aanzien van de koopzondagen.
In het nader rapport, een reactie op het Advies dat in hetzelfde document is opgenomen, geeft de minister zijn commentaar op het advies. In algemene zin schrijft hij dat hij rekening houdt met de kritiek van de Raad van State en dat hij daarop uitgebreider is ingegaan in de memorie van toelichting.

### Behandeling in de Tweede Kamer
Wetsontwerpen worden in eerste instantie door een Kamercommissie behandeld. De commissie brengt een verslag uit, waar de regering op reageert in de vorm van een Nota naar aanleiding van het verslag. Eventueel kunnen hierop een Nader verslag en een nota naar aanleiding van het nader verslag volgen.
Het verslag van de behandeling wetsontwerp van de Winkeltijdenwet in de vaste commissie voor Economische Zaken (nr. 4) wordt op 2 oktober vastgesteld. Op 23 oktober stuurt de minister naar aanleiding van de behandeling door de vaste Kamercommissie een "nota naar aanleiding van het verslag" (nr. 5) en een nota van wijziging (nr. 6). In die nota wordt, tegemoetkomend aan opmerkingen van de commissie, de bevoegdheid van burgemeesters en wethouders geregeld om vrijstellingen te verlenen. Er worden zeven amendementen ingediend (nrs. 7 - 13), waarvan 10 en 11 gewijzigde versies zijn van 7 en 8. Op 23 en 30 november 1995 vindt de behandeling van het wetsontwerp in de Tweede Kamer plaats (Handelingen II 1995/96, blz. 2301–2336,
2567–2591, 2606–2627, 2643–2644). De regeringspartijen, PvdA, VVD en D66, steunen in grote lijnen het wetsvoorstel en daarmee lijkt in eerste instantie het wetsvoorstel op meer dan voldoende steun in de Tweede Kamer te kunnen rekenen. Toch gaan de oppositiepartijen een stevig debat met het kabinet aan. De kritiek van de oppositie, waar met name het CDA, de SGP, het RPF en de SP zich in weren, heeft onder andere betrekking op de uitgangspunten van de wet. Zij vindt dat de regering zich te veel door de consument laat leiden en te weinig door het belang van de winkelier. Ook ziet de oppositie ongewenste maatschappelijke gevolgen bij invoering van de wet, er gaat een olievlekwerking vanuit richting vierentwintiguurseconomie. Een zeer omstreden punt is de mogelijkheid tot zondagopenstelling.
De meeste partijen kunnen wel leven met de uitbreiding van de avondopenstelling. Alleen het precieze tijdstip is punt van discussie. De christelijke partijen nemen het standpunt van de SER over en pleiten voor een sluiting om 20.00 uur. Het kabinet houdt echter vast aan 22.00 uur, met name op aandringen van de VVD, die eigenlijk voorstander is van een latere sluitingstijd, namelijk 24.00 uur. In zijn memorie van antwoord houdt de minister voet bij stuk; hij vindt de argumenten van de oppositie niet opwegen tegen de voordelen van de wet. Ten aanzien van de zondagsopenstelling laat hij een regeling over aan de Tweede Kamer. Daarover ontwikkelt zich een fel politiek debat. De oppositiepartijen en vooral de christelijke partijen eisen onverkorte handhaving van de zondagsrust, zoals die in de Zondagswet is vastgelegd. De regeringspartijen zijn verdeeld over dit punt. D66, wiens minister Hans Wijers het wetsvoorstel indient, steunt het sterkst het voorstel om de beslissing over opening op zondag aan de gemeentebesturen over te laten. De VVD denkt er lange tijd over een amendement in te dienen waarbij de beslissing over de opening op zondag geheel aan de ondernemers wordt overgelaten. Na uitvoerige beraadslagingen formuleert de PvdA een amendement waarin het aantal koopzondagen dat een gemeente mag instellen aan een maximum van 12 wordt verbonden. De PvdA dreigt, wanneer dit amendement zou worden verworpen, tegen het wetsvoorstel te stemmen.
Het amendement van stuk nr. 13 wordt ingetrokken. Bij de stemming op 5 december (Handelingen II 1995/96, blz. 2643–2644), is er eerst een artikelsgewijze stemming (de in het Tweede Kamerreglement voorgeschreven stemming over elk artikel afzonderlijk), waarbij er per artikel eerst over de bijbehorende amendementen wordt gestemd: dat van stuk nr. 10 I betreft wijziging van 22 naar 20 uur, en wordt verworpen; dat van stuk nr. 9 van de SGP betreft het onmogelijk maken van openstelling van winkels op zondag, en wordt ook verworpen; dat van stuk nr. 11 I betreft het afzien van verruiming van openstelling van winkels op zondag, en wordt ook verworpen; dat van stuk nr. 12 van Marjet van Zuijlen (PvdA) beperkt het aantal zondagen dat winkels geopend mogen zijn tot twaalf per jaar, en wordt aangenomen. Alle artikelen (na wijziging door het aangenomen amendement) worden aangenomen, en uiteindelijk wordt het gehele wetsvoorstel door een grote meerderheid van de Tweede Kamer aangenomen. Vervolgens wordt er over drie moties gestemd, er worden er twee aangenomen. Ook wordt er nog een stemverklaring achteraf gedaan (Handelingen II 1995/96, blz. 2646–2647).

### Behandeling in de Eerste Kamer
Onmiddellijk na de stemming in de Tweede Kamer wordt het gewijzigde wetsvoorstel op 5 december 1995 naar de Eerste Kamer gestuurd (Kamerstukken I 1995/96, 24226, nr. 141). Ook in de Eerste Kamer vindt eerst behandeling in de vaste commissie voor economische zaken plaats, resulterend in Voorlopig verslag, waarop de minister weer reageert met een Memorie van antwoord, waarna er een Verslag volgt, en een Nota naar aanleiding van het verslag (nrs. 141a, 141b, 141c, 141d). Op 19 maart 1996 vindt behandeling in de Eerste Kamer plaats (Handelingen I 1995/96, blz. 1276 - 1301). De wisseling van argumenten tussen regeringspartijen en oppositiepartijen is in grote lijnen dezelfde als in de Tweede Kamer. Het precieze tijdstip van sluiting en het al dan niet handhaven van de zondagsrust zijn de meest heikele punten. In tegenstelling tot de Tweede Kamer kan de Eerste Kamer geen moties of amendementen indienen en zij stemmen ook niet per artikel over het wetsontwerp. Zij moet het wetsvoorstel in zijn geheel aannemen of verwerpen. Na uitvoerige beraadslagingen wordt het wetsvoorstel zonder stemming aangenomen. De voorzitter formuleert het als volgt. 'De aanwezige leden van het CDA, de SGP, de RPF en de SP wordt conform artikel 121 van het reglement van orde aantekening verleend, dat zij geacht willen worden zich niet met het wetsvoorstel te hebben kunnen verenigen.'

### Bekrachtiging
Volgens de Grondwet wordt een voorstel wet, zodra het door de Staten-Generaal (Eerste en Tweede Kamer) is aangenomen 'en door de Koning is bekrachtigd' (art. 87, lid 1). De koninklijke bekrachtiging vindt plaats onder verantwoordelijkheid van de betrokken minister, die het aangenomen voorstel meeondertekent ofwel contrasigneert. De Winkeltijdenwet wordt op 21 maart 1996 bekrachtigd door de handtekeningen van Koningin Beatrix en van de verantwoordelijke minister Hans Wijers van Economische Zaken.

### Publicatie in het Staatsblad
Het ministerie van Justitie is verantwoordelijk voor de plaatsing van een wet in het Staatsblad. De Winkeltijdenwet wordt in het Staatsblad nummer 182, gedateerd 28 maart 1996, gepubliceerd, met de titel Wet van 21 maart 1996, houdende vaststelling van ruimere regels met betrekking tot de openingstijden van winkels (Winkeltijdenwet). Het voorlaatste artikel luidt Deze wet treedt in werking op een bij Koninklijk Besluit te bepalen tijdstip. Het Besluit van 27 maart 1996 tot vaststelling van het tijdstip van inwerkingtreding van de Winkeltijdenwet en het Vrijstellingenbesluit Winkeltijdenwet (Stb. 208) bepaalt dat de wet per 1 juni 1996 in werking treedt.

## Wijziging per 1 januari 2011
2007/2008: CDA, PvdA en ChristenUnie stellen in hun coalitieakkoord dat het "oneigenlijke gebruik van de toerismebepaling in de Winkeltijdenwet ter verruiming van het aantal koopzondagen" moet worden tegengegaan.
Volgens de SGP en SP gaan de plannen van het kabinet echter niet ver genoeg. Zij dienen daarom een initiatiefwet in: Voorstel van wet van de leden Van der Vlies en Gesthuizen tot verduidelijking van de toerismebepaling in de Winkeltijdenwet (Kamerstukdossier 30914). Volgens dit initiatiefvoorstel moet de minister van Economische Zaken goedkeuring geven aan gemeentelijke verordeningen op basis van de toerismebepaling.
De regering dient het volgende concurrerende wetsvoorstel in: Wijziging van de Winkeltijdenwet met het oog op inkadering van de bevoegdheid om vrijstelling te verlenen of een ontheffingsbevoegdheid toe te kennen in verband met de toeristische aantrekkingskracht van een gemeente (Kamerstukdossier 31728). Dit wetsvoorstel is aangenomen en treedt per 1 januari 2011 in werking.

## Vrijstellingenbesluit
Het Vrijstellingenbesluit Winkeltijdenwet kent een aantal situaties waarin aanvullende openingstijden zijn toegestaan. Hieronder vallen bijvoorbeeld:
- Zorginstellingen (ziekenhuizen, verpleeghuizen en apotheken)
- Verkooppunten voor reizigers (OV, luchthavens, tankstations):
  - Op spoorwegstations gelden de beperkingen niet.
  - Op andere als zodanig aangewezen knooppunten van openbaar vervoer geldt wel de beperking 6.00 - 22.00 uur, maar niet de beperking met betrekking tot zon- en feestdagen.
- Benzinestations, wegrestaurants en winkels langs snelwegen
- Winkels die hoofdzakelijk kranten en tijdschriften verkopen